# Marathon van Enschede

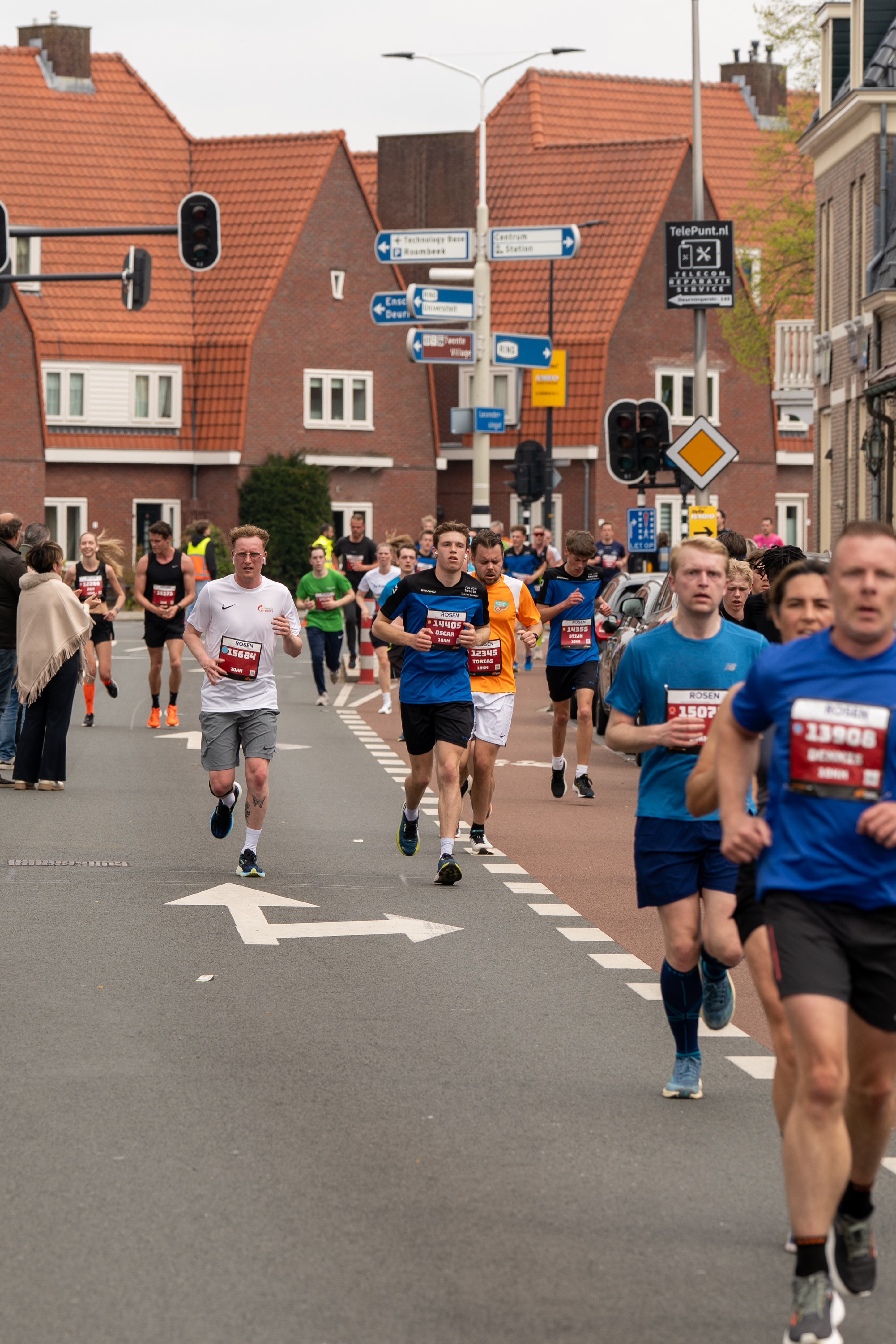
Marathon van Enschede, editie 2025. Deze foto is gemaakt op de Boddenkampsingel, ter hoogte van de Kottendijk.

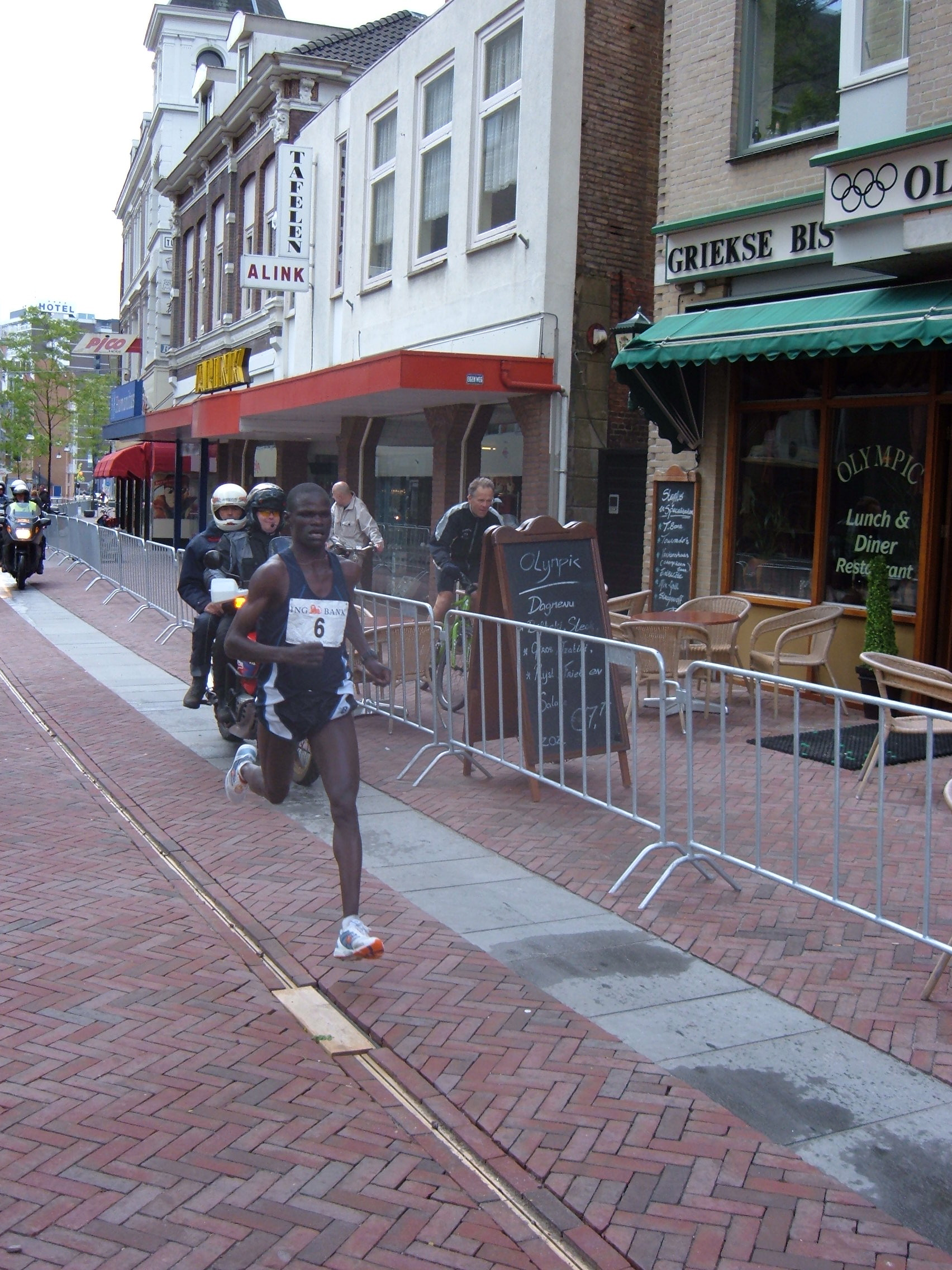
Met nog ongeveer 1000 meter te gaan wint John Kelai in 2005

De marathon van Enschede (ook wel Twente Marathon) is een hardloopevenement met als hoofdafstand de marathon (42,195 km). Het is de oudste marathon van Nederland. Het evenement wordt elk jaar gehouden in Enschede. De wedstrijd stond van 1992 tot 2002 bekend als de Twente Marathon.
Naast de hele marathon wordt ook een halve marathon, 10 km, 5 km en diverse kinderlopen gehouden.

## Geschiedenis
In augustus 1946 wordt er tijdens de Europese kampioenschappen op het IAAF-congres besloten, dat er een atletiekwedstrijd tussen Nederland en Tsjecho-Slowakije zal plaatsvinden in Enschede. Ter voorbereiding op de wedstrijd komen de delegaties van beide landen bijeen. Bij de Tsjecho-Slowaakse delegatie heeft Ir. Bukovsky, tevens de organisator van de marathon van Kosice, een belangrijke rol. Aan Nederlandse zijde bevindt zich het bestuurslid van de KNAU, Gerard Kraemer, die tevens voorzitter van het district Twente is op dat moment. Men besluit om tijdens deze landenwedstrijd ook een marathon te lopen.
Uiteindelijk vindt de wedstrijd plaats op zaterdag 12 juli 1947. Hieraan nemen 51 marathonlopers deel. Van hen slagen 33 er in de finish in het G.J. van Heekpark te bereiken. De Fin Eero Riikonen wordt winnaar met een tijd van 2:44.13 en op de finish groet hij Fanny Blankers-Koen. De Fin finisht negen minuten eerder dan de eerste Nederlander Joop Overdijk, die Nederlands kampioen wordt en als vijfde over de streep komt. De wedstrijd is een groot succes; men vindt dat dit niet eenmalig mag zijn en hiermee is de oudste marathon van Nederland geboren.
Vanaf 1947 vindt de marathon elke twee jaar plaats. Vanaf 1991 wordt deze cyclus versneld tot een jaarlijkse periode.
Door de snelle finishtijden van 1949 ging men twijfelen aan de lengte van het parcours. Bij de eerste nameting bleek deze te kloppen, maar bij de tweede nameting bleek het parcours 2700 m te kort. Volgens de Assiociation Road Running Statistics was de lengte van het parcours 39.565 km.
De eerste vrouw nam deel aan de marathon van Enschede in 1981. Dit was de Amerikaanse Jane Wipf en zij finishte in 2:38.21.
In 2000 werd de wedstrijd geannuleerd vanwege de vuurwerkramp, die op 13 mei 2000 plaatsvond in de woonwijk Roombeek.
Dankzij de uitstekende prestatie van Stephen Kiprotich tijdens de 43e marathon van Enschede (2011) staat de oudste marathon van Nederland tegenwoordig op de achtste plaats in de ranking van internationale marathons.
De editie van 2020 werd afgelast vanwege het rondwarende coronavirus in Nederland.

## Parcours
Bij de eerste editie was de finish in het G.J. van Heekpark. Later verhuisden de start en finish naar het Stadion Het Diekman. De race ging tot en met de editie 2009 bij de stad Gronau over de Duitse grens.
Sinds 2010 loopt het gehele parcours over Nederlandse bodem. De marathon bestaat dan ook uit twee rondes van iets meer dan 21 kilometer. Met deze parcourswijziging hoopt de organisatie een recordtijd op de klokken te kunnen zetten. De start en finish zijn sinds 2019 weer op het Van Heekplein.

## Kidsrun

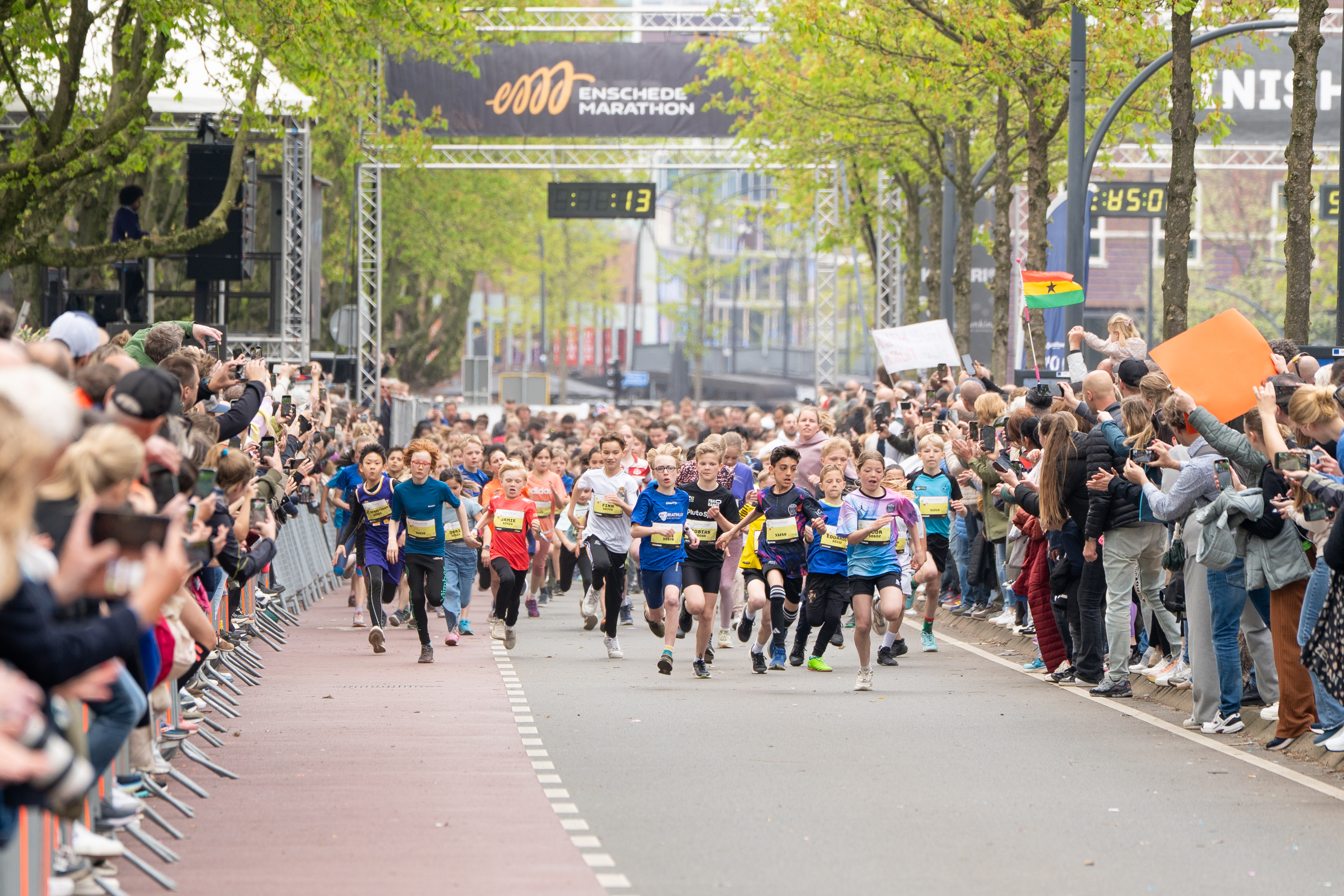
Start van de Kidsrun Centrum bij de Marathon van Enschede in 2025.

De Marathon van Enschede organiseert in de stad 10 verschillende kidsruns, waarbij kinderen in de basisschoolleeftijd een kilometer moeten hardlopen. Er zijn in alle delen van de stad Kidsruns en er is een kidsrun in het centrum, met de zelfde start en finish als de andere wedstrijden.

## Leeftijds- en tijdslimieten
In 2024 zijn de limieten als volgt:
| onderdeel      | afstand   | tijdlimiet | leeftijdslimiet  |
| -------------- | --------- | ---------- | ---------------- |
| marathon       | 42,195 km | 5,5 uur    | minimaal 18 jaar |
| halve marathon | 21,1 km   | 3 uur      | minimaal 18 jaar |
| CityRUN        | 10 km     | 1,5 uur    | minimaal 14 jaar |
| FitRUN         | 5 km      | 45 minuten | minimaal 12 jaar |

## Statistieken

### Parcoursrecords
- Mannen: Stephen Kiprotich  Oeganda - 2:07.20 (2011)
- Vrouwen: Sarah Jebet  Kenia - 2:27.29 (2016)

### Ontwikkeling van deelnemersaantallen
| Jaar | Marathon | halve marathon | overige lopen | Totaal |
| ---- | -------- | -------------- | ------------- | ------ |
| 2024 | 1.556    |                |               | 17.000 |
| 2023 | 905      |                |               |        |
| 2022 | 1080     |                |               |        |
| 2019 | 665      |                |               |        |
| 2017 | 510      | 2337           | 3680          | 6527   |
| 2016 | 621      | 2653           | 3968          | 7242   |
| 2015 | 449      | 2367           | 3488          | 6304   |
| 2014 | 506      | 2505           | 3308          | 6319   |
| 2013 | 418      | 2378           | 3211          | 6007   |
| 2012 | 487      | 2396           | 2623          | 5019   |
| 2011 | 507      | 2228           | 2223          | 4958   |

### Top 10 finishtijden (mannen)
De gemiddelde finishtijd van de snelste tien marathonlopers bij dit evenement is 2:08.32,3. Hiermee staat Enschede als vierde Nederlandse plaats op de lijst van snelste marathonsteden.
| Rang | Naam                | Land | Tijd    | Jaar | Plek |
| ---- | ------------------- | ---- | ------- | ---- | ---- |
| 1    | Stephen Kiprotich   | UGA  | 2:07.20 | 2011 | 1    |
| 2    | Julius Tuwei        | KEN  | 2:07.43 | 2022 | 1    |
| 3    | Enock Onchari       | KEN  | 2:07.52 | 2022 | 2    |
| 4    | Tadu Abate          | ETH  | 2:07.59 | 2022 | 3    |
| 5    | Alfred Barkach      | KEN  | 2:08.51 | 2023 | 1    |
| 6    | Jacob Yator         | KEN  | 2:09.02 | 2009 | 1    |
| 7    | Noah Kipkemboi      | KEN  | 2:09.06 | 2024 | 1    |
| 8    | Josphat Kiprotich   | KEN  | 2:09.08 | 2022 | 4    |
| 9    | Ishhimael Busendich | KEN  | 2:09.09 | 2012 | 1    |
| 10   | Julius Korir        | KEN  | 2:09.13 | 2012 | 2    |

(bijgewerkt t/m 2025)

### Winnaars marathon
| Editie | Datum             | Atleet                                  | Nationaliteit                           | Tijd                                    | Atlete                                  | Nationaliteit                           | Tijd                                    |
| ------ | ----------------- | --------------------------------------- | --------------------------------------- | --------------------------------------- | --------------------------------------- | --------------------------------------- | --------------------------------------- |
| 55     | 13 april 2025     | Patrick Keter Kiplagat                  | KEN                                     | 2:09:34                                 | Medina Deme Armino                      | ETH                                     | 2:25:09                                 |
| 54     | 21 april 2024     | Noah Kipkemboi                          | KEN                                     | 2:09:06                                 | Saoud Kanbouchia                        | MAR                                     | 2:27:16                                 |
| 53     | 16 april 2023     | Alfred Barkach                          | KEN                                     | 2:08:51                                 | Shyline Jepkorir Toroitich              | KEN                                     | 2:22:45                                 |
| 52     | 24 april 2022     | Julius Tuwei                            | KEN                                     | 2:07.43                                 | Maurine Chepkemoi                       | KEN                                     | 2:21.08                                 |
|        | 2021              | Afgelast omwille van de corona-pandemie | Afgelast omwille van de corona-pandemie | Afgelast omwille van de corona-pandemie | Afgelast omwille van de corona-pandemie | Afgelast omwille van de corona-pandemie | Afgelast omwille van de corona-pandemie |
|        | 2020              | Afgelast omwille van de corona-pandemie | Afgelast omwille van de corona-pandemie | Afgelast omwille van de corona-pandemie | Afgelast omwille van de corona-pandemie | Afgelast omwille van de corona-pandemie | Afgelast omwille van de corona-pandemie |
| 51     | 14 april 2019     | Geart Jorritsma                         | NED                                     | 2:26.34                                 | Carolyne Chepkwony                      | KEN                                     | 2:27.00                                 |
| 50     | 22 april 2018     | Hicham El Barouki                       | MAR                                     | 2:26.18                                 | Kellen Wathira                          | KEN                                     | 2:34.06                                 |
| 49     | 23 april 2017     | Jonas Roels                             | BEL                                     | 2:31.10                                 | Betty Lempus                            | KEN                                     | 2:29.31                                 |
| 48     | 17 april 2016     | David Stevens                           | BEL                                     | 2:31.34                                 | Sarah Jebet                             | KEN                                     | 2:27.59                                 |
| 47     | 19 april 2015     | Evans Cheruiyot                         | KEN                                     | 2:09.40                                 | Mireille Baart                          | NED                                     | 2:51.48                                 |
| 46     | 27 april 2014     | Elijah Sang                             | KEN                                     | 2:10.22                                 | Reina Visser                            | NED                                     | 2:42.07                                 |
| 45     | 21 april 2013     | Isaac Kosgei                            | KEN                                     | 2:09.17                                 | Arenda Abbink                           | NED                                     | 2:59.52                                 |
| 44     | 22 april 2012     | Ishhimael Busendich                     | KEN                                     | 2:09.09                                 | Konstatina Kefala                       | GRE                                     | 2:41.01                                 |
| 43     | 17 april 2011     | Stephen Kiprotich                       | UGA                                     | 2:07.20                                 | Ingrid Prigge                           | NED                                     | 2:45.10                                 |
| 42     | 25 april 2010     | John Kelai                              | KEN                                     | 2:12.17                                 | Ingrid Prigge                           | NED                                     | 2:46.25                                 |
| 41     | 26 april 2009     | Jacob Yator                             | KEN                                     | 2:09.02                                 | Ilona Pfeiffer                          | GER                                     | 2:44.58                                 |
| 40     | 27 april 2008     | Silas Toek                              | KEN                                     | 2:10.40                                 | Polly Nkambi                            | NED                                     | 3:12.41                                 |
| 39     | 22 april 2007     | Thomson Cherogony                       | KEN                                     | 2:11.35                                 | Ingrid Prigge                           | NED                                     | 2:42.31                                 |
| 38     | 23 april 2006     | Sammy Rotich                            | KEN                                     | 2:12.05                                 | Petra van Tongeren                      | NED                                     | 3:19.13                                 |
| 37     | 8 mei 2005        | John Kelai                              | KEN                                     | 2:11.44                                 | Abidi Tigist                            | ETH                                     | 2:33.01                                 |
| 36     | 16 mei 2004       | Girma Tola                              | ETH                                     | 2:10.33                                 | Nadezhda Wijenberg                      | NED                                     | 2:31.23                                 |
| 35     | 25 mei 2003       | Wilson Kibet                            | KEN                                     | 2:11.38                                 | Gea Siekmans                            | NED                                     | 3:05.02                                 |
| 34     | 26 mei 2002       | Raymond Kipkoech                        | KEN                                     | 2:12.33                                 | Lidya Vasilevskaya                      | RUS                                     | 2:29.23                                 |
| 33     | 27 mei 2001       | Al Mustafa Riyadh                       | MAR                                     | 2:12.20                                 | Franca Fiacconi                         | ITA                                     | 2:31.40                                 |
| 32     | 2000              | Geannuleerd                             | Geannuleerd                             | Geannuleerd                             | Geannuleerd                             | Geannuleerd                             | Geannuleerd                             |
| 31     | 6 juni 1999       | Anatoli Zeroek                          | UKR                                     | 2:16.31                                 | Galina Karnatevicz                      | BLR                                     | 2:37.35                                 |
| 30     | 7 juni 1998       | Ahmed Salah                             | DJI                                     | 2:13.25                                 | Violetta Kryza                          | POL                                     | 2:38.51                                 |
| 29     | 8 juni 1997       | Dmitriy Kapitonov                       | RUS                                     | 2:12.09                                 | Carla Beurskens                         | NED                                     | 2:37.20                                 |
| 28     | 16 juni 1996      | John Mandu                              | KEN                                     | 2:15.14                                 | Mieke Pullen                            | NED                                     | 2:41.13                                 |
| 27     | 18 juni 1995      | Viktor Goeral                           | UKR                                     | 2:15.29                                 | Irina Jagodina                          | UKR                                     | 2:36.43                                 |
| 26     | 5 juni 1994       | Piotr Poblocki                          | POL                                     | 2:13.01                                 | Franca Fiacconi                         | ITA                                     | 2:37.43                                 |
| 25     | 13 juni 1993      | Jan Tau                                 | RSA                                     | 2:12.19                                 | Veronika Troxler                        | SUI                                     | 2:44.33                                 |
| 24     | 11 oktober 1992   | Willie Mtolo                            | RSA                                     | 2:13.39                                 | Natalia Repesjko                        | RUS                                     | 2:42.50                                 |
| 23     | 13 oktober 1991   | Sergey Prorokov                         | URS                                     | 2:15.04                                 | Czeslawa Mentlewicz                     | POL                                     | 2:41.48                                 |
| 22     | 26 augustus 1989  | Marti ten Kate                          | NED                                     | 2:10.57                                 | Alena Peterkova                         | CZE                                     | 2:40.28                                 |
| 21     | 20 juni 1987      | Marti ten Kate                          | NED                                     | 2:13.52                                 | Helen Comsa                             | SUI                                     | 2:39.29                                 |
| 20     | 12 oktober 1985   | Zoltán Kőszegi                          | HUN                                     | 2:15.39                                 | Eefje van Wissen                        | NED                                     | 2:39.32                                 |
| 19     | 10 september 1983 | Kevin Forster                           | GBR                                     | 2:14.19                                 | Priscilla Welch                         | ENG                                     | 2:36.32                                 |
| 18     | 11 juli 1981      | Cor Vriend                              | NED                                     | 2:15.54                                 | Jane Wipf                               | USA                                     | 2:38.21                                 |
| 17     | 25 augustus 1979  | Kirk Pfeffer                            | USA                                     | 2:11.50                                 | Geen vrouw                              | Geen vrouw                              | Geen vrouw                              |
| 16     | 27 augustus 1977  | Brian Maxwell                           | CAN                                     | 2:15.14                                 | Geen vrouw                              | Geen vrouw                              | Geen vrouw                              |
| 15     | 30 augustus 1975  | Ron Hill                                | ENG                                     | 2:15.59,2                               | Geen vrouw                              | Geen vrouw                              | Geen vrouw                              |
| 14     | 1 september 1973  | Ron Hill                                | ENG                                     | 2:18.06,2                               | Geen vrouw                              | Geen vrouw                              | Geen vrouw                              |
| 13     | 4 september 1971  | Bernie Allen                            | ENG                                     | 2:16.54,2                               | Geen vrouw                              | Geen vrouw                              | Geen vrouw                              |
| 12     | 16 augustus 1969  | Kazuo Matsubara                         | JPN                                     | 2:19.29,8                               | Geen vrouw                              | Geen vrouw                              | Geen vrouw                              |
| 11     | 26 augustus 1967  | Yoshiro Mifune                          | JPN                                     | 2:20.53,8                               | Geen vrouw                              | Geen vrouw                              | Geen vrouw                              |
| 10     | 28 augustus 1965  | Aureel Vandendriessche                  | BEL                                     | 2:21.16                                 | Geen vrouw                              | Geen vrouw                              | Geen vrouw                              |
| 9      | 13 juli 1963      | Václav Chudomel                         | CZE                                     | 2:25.10,4                               | Geen vrouw                              | Geen vrouw                              | Geen vrouw                              |
| 8      | 12 augustus 1961  | Peter Wilkinson                         | GBR                                     | 2:24.11,4                               | Geen vrouw                              | Geen vrouw                              | Geen vrouw                              |
| 7      | 15 augustus 1959  | Pavel Kantorek                          | CZE                                     | 2:26.48                                 | Geen vrouw                              | Geen vrouw                              | Geen vrouw                              |
| 6      | 17 augustus 1957  | Piet Bleeker                            | NED                                     | 2:32.39                                 | Geen vrouw                              | Geen vrouw                              | Geen vrouw                              |
| 5      | 27 augustus 1955  | Reinaldo Gorno                          | ARG                                     | 2:26.33                                 | Geen vrouw                              | Geen vrouw                              | Geen vrouw                              |
| 4      | 12 september 1953 | Jim Peters                              | ENG                                     | 2:19.22                                 | Geen vrouw                              | Geen vrouw                              | Geen vrouw                              |
| 3      | 1 september 1951  | Veikko Karvonen                         | FIN                                     | 2:29.02,0                               | Geen vrouw                              | Geen vrouw                              | Geen vrouw                              |
| 2      | 20 augustus 1949  | Jack Holden                             | ENG                                     | 2:20.52                                 | Geen vrouw                              | Geen vrouw                              | Geen vrouw                              |
| 1      | 20 augustus 1947  | Eero Riikonen                           | FIN                                     | 2:44.13                                 | Geen vrouw                              | Geen vrouw                              | Geen vrouw                              |

### Winnaars halve marathon
| Editie | Datum                                                   | Atleet                | Nationaliteit | Tijd    | Atlete               | Nationaliteit | Tijd     |
| ------ | ------------------------------------------------------- | --------------------- | ------------- | ------- | -------------------- | ------------- | -------- |
| 55     | 13 april 2025                                           | Jannik Tillar         | GER           | 1:09:52 | Kira Konermann       | GER           | 1:22:40  |
| 54     | 21 april 2024                                           | Martijn Oonk          | NED           | 1:08:28 | Joleen Gedwart       | BEL           | 1:14:20* |
| 53     | 16 april 2023                                           | Aymen Ayachi          | NED           | 1:05:41 | Myriam van Roeden    | NED           | 1:21:01  |
| 52     | 24 april 2022                                           | Rik Thijs             | BEL           | 1:08.31 | Ruth van der Meijden | NED           | 1:17.02  |
|        | Editie 2020 en 2021 afgelast vanwege de Coronapandemie. |                       |               |         |                      |               |          |
| 51     | 14 april 2019                                           | Johan Fagerberg       | SWE           | 1:08.06 | Lisanne Gevelaar     | NED           | 1:17.48  |
| 50     | 22 april 2018                                           | Menis Georgios        | GRE           | 1:07.33 | Rempouli Ourania     | GRE           | 1:17.20  |
| 49     | 23 april 2017                                           | Leon Sanderman        | NED           | 1:12.16 | Mirjam Koersen       | NED           | 1:21.37  |
| 48     | 17 april 2016                                           | Willem de Boer        | NED           | 1:12.55 | Mireille Baart       | NED           | 1:21.56  |
| 47     | 19 april 2015                                           | Marc-André Ocklenburg | GER           | 1:08.55 | Reina Visser         | NED           | 1:21.18  |
| 46     | 27 april 2014                                           | Mark Oude Bennink     | NED           | 1:11.18 | Lesley Smit          | NED           | 1:18.28  |
| 45     | 21 april 2013                                           | Orphan van Faassen    | NED           | 1:10.02 | Mariska Dute         | NED           | 1:20.24  |
| 44     | 22 april 2012                                           | Casper Koelma         | NED           | 1:12.14 | Jacqueline Rustidge  | NED           | 1:21.49  |
| 43     | 17 april 2011                                           | Casper Koelma         | NED           | 1:12.42 | Jacqueline Rustidge  | NED           | 1:20.55  |
| 42     | 25 april 2010                                           | Leon Sanderman        | NED           | 1:12.34 | Naomy Jepkosgei      | KEN           | 1:18.21  |
| 41     | 26 april 2009                                           | Thijs Feuth           | NED           | 1:09.33 | Jacqueline Rustidge  | NED           | 1:21.54  |
| 40     | 27 april 2008                                           | Christophe Clyncke    | NED           | 1:09.33 | Jacqueline Rustidge  | NED           | 1:22.22  |
| 39     | 22 april 2007                                           | Christophe Clyncke    | NED           | 1:09.23 | Jacqueline Rustidge  | NED           | 1:23.29  |
| 38     | 23 april 2006                                           | Leon Sanderman        | NED           | 1:10.57 | Kristijna Loonen     | NED           | 1:15.57  |
| 37     | 8 mei 2005                                              | Peter Raburu          | KEN           | 1:09.01 | Pauline Wangui       | KEN           | 1:16.26  |
| 36     | 16 mei 2004                                             | Benjamin Kok          | NED           | 1:10.55 | Ingrid Prigge        | NED           | 1:18.17  |
| 35     | 25 mei 2003                                             | Eric Borg             | NED           | 1:14.20 | Ingrid Prigge        | NED           | 1:20.50  |
| 29     | 8 juni 1997                                             | Marco Gielen          | NED           | 1:04.09 | Irma Heeren          | NED           |          |

*: Vanwege een fout in de afzetting van het parcours heeft de atlete een stukje van het parcours gemist, waardoor de geregistreerde tijd niet correct is.

### Nederlandse kampioenschap
De marathon van Enschede was zeventien keer het toneel van het Nederlands kampioenschap op de marathon.
| Aantal | Datum             | Ned. kampioen       | Tijd      | Plaats | Ned. kampioene              | Tijd                        | Plaats                      | Uitslagen |
| ------ | ----------------- | ------------------- | --------- | ------ | --------------------------- | --------------------------- | --------------------------- | --------- |
| 17     | 20 juni 1987      | Marti ten Kate      | 2:13.52   | 1      | Eefje van Wissen            | 2:46.28                     | 2                           | Uitslagen |
| 16     | 22 juni 1985      | Cor Vriend          | 2:15.51   | 3      | Eefje van Wissen            | 2:39.32                     | 1                           | Uitslagen |
| 15     | 10 september 1983 | Cor Vriend          | 2:16.43   | 3      | Eefje van Wissen            | 2:41.37                     | 6                           | Uitslagen |
| 14     | 25 augustus 1979  | Gerard Nijboer      | 2:16.48   | 5      | geen vrouwelijke deelnemers | geen vrouwelijke deelnemers | geen vrouwelijke deelnemers | Uitslagen |
| 13     | 27 augustus 1977  | Cor Vriend          | 2:21.47   | 10     | geen vrouwelijke deelnemers | geen vrouwelijke deelnemers | geen vrouwelijke deelnemers | Uitslagen |
| 12     | 30 augustus 1975  | Cor Vriend          | 2:23.33,5 | 8      | geen vrouwelijke deelnemers | geen vrouwelijke deelnemers | geen vrouwelijke deelnemers | Uitslagen |
| 11     | 4 september 1971  | Geert Jansen        | 2:25.18   | 8      | geen vrouwelijke deelnemers | geen vrouwelijke deelnemers | geen vrouwelijke deelnemers | Uitslagen |
| 10     | 16 augustus 1969  | Aad Steylen         | 2:26.29,2 | 9      | geen vrouwelijke deelnemers | geen vrouwelijke deelnemers | geen vrouwelijke deelnemers | Uitslagen |
| 9      | 26 augustus 1967  | Aad Steylen         | 2:31.55,3 | 13     | geen vrouwelijke deelnemers | geen vrouwelijke deelnemers | geen vrouwelijke deelnemers | Uitslagen |
| 8      | 28 augustus 1965  | Aad Steylen         | 2:30.45   | 4      | geen vrouwelijke deelnemers | geen vrouwelijke deelnemers | geen vrouwelijke deelnemers | Uitslagen |
| 7      | 12 augustus 1961  | Joop Frederiks      | 2:43.04   | 15     | geen vrouwelijke deelnemers | geen vrouwelijke deelnemers | geen vrouwelijke deelnemers | Uitslagen |
| 6      | 14 augustus 1959  | Piet Bleeker        | 2:35.58   | 4      | geen vrouwelijke deelnemers | geen vrouwelijke deelnemers | geen vrouwelijke deelnemers | Uitslagen |
| 5      | 17 augustus 1957  | Piet Bleeker        | 2:32.39   | 1      | geen vrouwelijke deelnemers | geen vrouwelijke deelnemers | geen vrouwelijke deelnemers | Uitslagen |
| 4      | 27 augustus 1955  | Jan van Ginkel      | 2:43.51   | 11     | geen vrouwelijke deelnemers | geen vrouwelijke deelnemers | geen vrouwelijke deelnemers | Uitslagen |
| 3      | 12 september 1953 | Janus van der Zande | 2:36.12   | 4      | geen vrouwelijke deelnemers | geen vrouwelijke deelnemers | geen vrouwelijke deelnemers | Uitslagen |
| 2      | 20 augustus 1949  | Joop Overdijk       | 2:32.02   | 5      | geen vrouwelijke deelnemers | geen vrouwelijke deelnemers | geen vrouwelijke deelnemers | Uitslagen |
| 1      | 12 juli 1947      | Joop Overdijk       | 2:53.59   | 5      | geen vrouwelijke deelnemers | geen vrouwelijke deelnemers | geen vrouwelijke deelnemers | Uitslagen |

Ook was het evenement eenmaal het toneel van het Nederlands kampioenschap halve marathon:
| Aantal | Datum       | Ned. kampioen | Nationaliteit | Tijd    | Plaats | Ned. kampioene | Nationaliteit | Tijd    | Plaats | Uitslagen |
| ------ | ----------- | ------------- | ------------- | ------- | ------ | -------------- | ------------- | ------- | ------ | --------- |
| 1      | 8 juni 1997 | Marco Gielen  | NED           | 1:04.09 | 1      | Irma Heeren    | NED           | 1:10.30 | 1      | Uitslagen |

1947 ·
1949 ·
1951 ·
1953 ·
1955 ·
1957 ·
1959 ·
1961 ·
1963 ·
1965 ·
1967 ·
1969 ·
1971 ·
1973 ·
1975 ·
1977 ·
1979 ·
1981 ·
1983 ·
1985 ·
1987 ·
1989 ·
1991 ·
1992 ·
1993 ·
1994 ·
1995 ·
1996 ·
1997 ·
1998 ·
1999 ·
2000 ·
2001 ·
2002 ·
2003 ·
2004 ·
2005 ·
2006 ·
2007 ·
2008 ·
2009 ·
2010 ·
2011 ·
2012 ·
2013 ·
2014 ·
2015 ·
2016 ·
2017 ·
2018 ·
2019 ·
2020 · 2021 ·
2022 ·
2023 ·
2024 ·
2025
Actief:
Amsterdam ·
Burgh-Haamstede ·
Eindhoven ·
Enschede ·
Etten-Leur ·
Hilvarenbeek ·
Leiden ·
Oosterbierum ·
Rotterdam ·
Spijkenisse ·
Terneuzen ·
Terschelling ·
Utrecht ·
Zaltbommel

Niet meer actief:
Apeldoorn ·
Den Haag ·
Den Haag (strand) ·
Groningen Stad Marathon ·
Hoofddorp ·
Hoorn ·
Klazienaveen ·
Leeuwarden ·
Maassluis ·
Meerssen ·
Noordseschut ·
Scheveningen-Zandvoort ·
Schoorl ·
Amersfoort ·
Amsterdam ·
Breda ·
Den Haag ·
Den Helder ·
Dordrecht ·
Drunen ·
Eindhoven ·
Egmond aan Zee ·
Enschede ·
Etten-Leur ·
Haarlem ·
Haarlemmermeer ·
Hoorn ·
Leeuwarden ·
Leiden ·
Linschoten ·
Monster ·
Nijmegen ·
Pijnacker ·
Schoorl ·
Spijkenisse ·
Terschelling ·
Texel ·
Utrecht ·
Venlo ·
Zandvoort ·
Zwolle